# Zrub-Komariwśkyj
Zrub-Komariwśkyj (ukr. Зруб-Комарівський) – wieś na Ukrainie, w obwodzie czerniowieckim, w rejonie czerniowieckim, w hromadzie Storożyniec. W 2017 liczyła około 1400 mieszkańców.